# Катранишко клане
Катранишкото клане (на гръцки: Σφαγή των Πύργων Κοζάνης) е избиването на 318 жители на кайлярското село Катраница, Западна Македония, Гърция, от гръцки колаборационисти на 24 април 1944 година, по време на германската окупация на Гърция. Клането е извършено от паравоенната команда на Фридрих Шуберт.
През 1944 година Шуберт и неговата група се преместват в Егейска Македония, където са отговорни за Хортачкото клане. Най-големите зверства извършва в сътрудничество с гръцкия полковник и нацистки колаборационист Георгиос Пулос и Батальоните за сигурност на 24 април в Катраница и на 14 септември в Енидже Вардар, в които са убити съответно 318 и 103 души, предимно членове на Българския червен кръст и на Централния българомакедонски комитет. Цялото село е изгорено, а оцелелите жители бягат в съседния град Кайляри. В Катраница е издигнат паметник в чест на загиналите в Катранишкото клане.